# 6-й округ департамента Приморская Сена
6-й избирательный округ департамента Приморская Сена включает сто семьдесят две коммуны округа Дьеп. Общая численность избирателей, включенных в списки для голосования в 2012 г. — 110 291 чел.
Действующим депутатом Национального собрания по 6-му округу является Мари Ле Верн (Marie Le Vern, Социалистическая партия).
|  | Начало срока      | Конец срока       | Депутат                    | Партия                             |
|  | ----------------- | ----------------- | -------------------------- | ---------------------------------- |
|  | 18 июня 2012 г.   | н/вр              | Сандрин Юрель Мари Ле Верн | Социалистическая партия            |
|  | 20 июня 2007 г.   | 17 июня 2012 г.   | Жан-Поль Лекок             | Коммунистическая партия            |
|  | 19 июня 2002 г.   | 19 июня 2007 г.   | Дени Мервиль               | Союз за народное движение          |
|  | 12 июня 1997 г.   | 18 июня 2002 г.   | Поль Дай                   | Социалистическая партия            |
|  | 02 апреля 1993 г. | 21 апреля 1997 г. | Дени Мервиль               | Объединение в поддержку Республики |
|  | 23 июня 1988 г.   | 01 апреля 1993 г. | Поль Дай                   | Социалистическая партия            |

## Результаты выборов
Выборы депутатов Национального собрания 2012 г.:
|                | Кандидат         | Партия                    | Первый тур | Первый тур     | Второй тур | Второй тур |
| Кол-во голосов | Кандидат         | Партия                    | % голосов  | Кол-во голосов | % голосов  |            |
| -------------- | ---------------- | ------------------------- | ---------- | -------------- | ---------- | ---------- |
|                | Сандрин Юрель    | Социалистическая партия   | 21 198     | 32,47          | 34 322     | 54,56      |
|                | Мишель Лежён     | Союз за народное движение | 20 069     | 30,74          | 28 581     | 45,44      |
|                | Себастьян Жюмель | Левый фронт               | 10 803     | 16,55          |            |            |
|                | Софи Петель      | Национальный фронт        | 9 614      | 14,73          |            |            |
|                | Фредерик Вес     | Партия зеленых            | 1 330      | 2,04           |            |            |
|                | Серж Реноден     | Новый центр               | 1 246      | 1,91           |            |            |
| Прочие         | Прочие           | Прочие                    |            | менее 1 %      |            |            |

Выборы депутатов Национального собрания 2007 г.:
|                | Кандидат       | Партия                            | Первый тур | Первый тур     | Второй тур | Второй тур |
| Кол-во голосов | Кандидат       | Партия                            | % голосов  | Кол-во голосов | % голосов  |            |
| -------------- | -------------- | --------------------------------- | ---------- | -------------- | ---------- | ---------- |
|                | Жан-Поль Лекок | Коммунистическая партия           | 7 585      | 16,74          | 22 813     | 51,11      |
|                | Дени Мервиль   | Союз за народное движение         | 17 743     | 39,16          | 21 819     | 48,89      |
|                | Акилино Морель | Социалистическая партия           | 7 437      | 16,41          |            |            |
|                | Поль Дай       | Радикальная левая партия          | 3 410      | 7,53           |            |            |
|                | Анита Дюмен    | Демократическое движение          | 2 506      | 5,53           |            |            |
|                | Ален Эрлен     | Национальный фронт                | 2 244      | 4,95           |            |            |
|                | Мишель Фламбар | Партия зеленых                    | 1 163      | 2,57           |            |            |
|                | Брижитт Бертуа | Охота, рыбалка, природа, традиции | 955        | 2,11           |            |            |
|                | Вероник Бреан  | Крайне левые                      | 793        | 1,75           |            |            |
|                | Ян Регар       | Движение за Францию               | 496        | 1,09           |            |            |
| Прочие         | Прочие         | Прочие                            |            | менее 1 %      |            |            |